# Søbygård Sø
Søbygård Sø ligger i Favrskov Kommune på grænsen mellem Hammel, Søby og Sall Sogne. Søen har navn efter hovedgården Søbygaard, der ligger ved søens vestlige ende. Vandet i søen kommer fra Møllebæk i øst og det løber ud mod vest gennem Gjern Å til Gudenåen. Søen er på alle sider omgive af skov, Sall skov mod nord og Søbygård skov mod syd.
Søens vandspejl ligger 34 meter over havets overflade.
På visse gamle kort ses søen opført med navnet Sall Sø.
Tæt ved den nordvestlige bred af Søbygård Sø og ved dennes udløb, har der førhen ligget en befæstet borg. Borgen antages at være meget gammel, men alderen er indtil videre ubestemt og kun fastsat til Middelalder (ca. år 1067 til 1535 e.Kr.). Voldstedet har været registreret i Nationalmuseets arkiver siden 1892 og det er fredet. 

## Miljøproblemer
I 1970'erne opnåede søen en tvivlsom berømmelse som en af Danmarks mest forurenede søer. På et tidspunkt blev der i søen målt en pH-værdi på ikke mindre end 11,2. Baggrunden var en kraftig udledning af spildevand fra Hammel by, som bl.a. indeholdt store mængder af affald fra det lokale svineslagteri. Det ledte til et ekstremt højt eutrofi niveau med bundvendinger og iltsvind til følge og man brugte udtrykket "den rådne sø". I mellemtiden er der sket store forbedringer, idet slagteriet er nedlagt og der er bygget rensningsanlæg ved den østlige ende af søen.

## Eksterne links
- Søbygård Sø Arkiveret 2. april 2015 hos  Wayback Machine Favrskov Naturportal, Favrskov Kommune

56°15′20″N 9°48′30″Ø / 56.25556°N 9.80833°Ø